# Austriacy
Austriacy (niem. Österreicher) – naród pochodzenia germańskiego, zamieszkujący głównie Austrię oraz włoski region Trydent-Tyrol Południowy. Ich językiem ojczystym jest język niemiecki – na terenie Austrii występuje kilka dialektów języka niemieckiego, a w powszechnym użyciu jest odrębny wariant tego języka (język niemiecki w Austrii). Dominującym wśród nich wyznaniem jest katolicyzm.

## Uwarunkowania historyczne

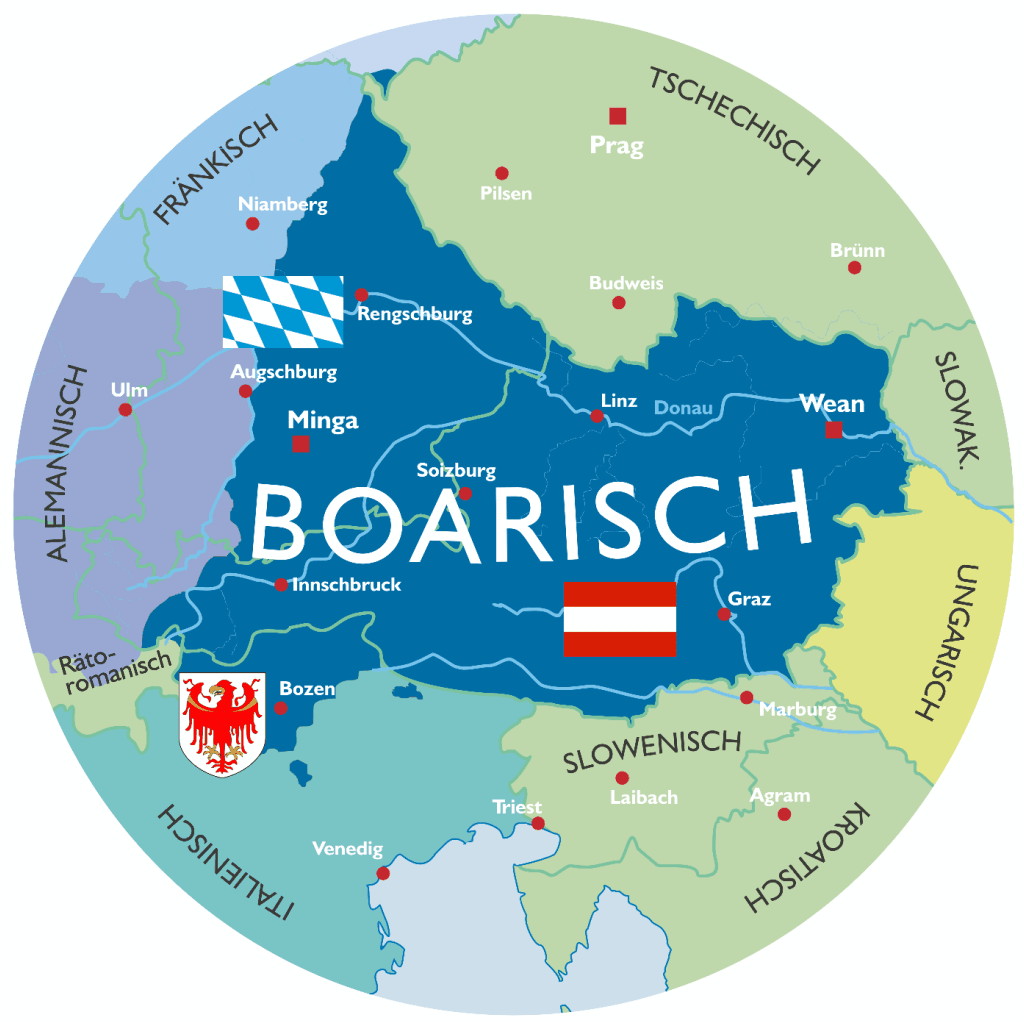
geografia dialektu austriacko-bawarskiego

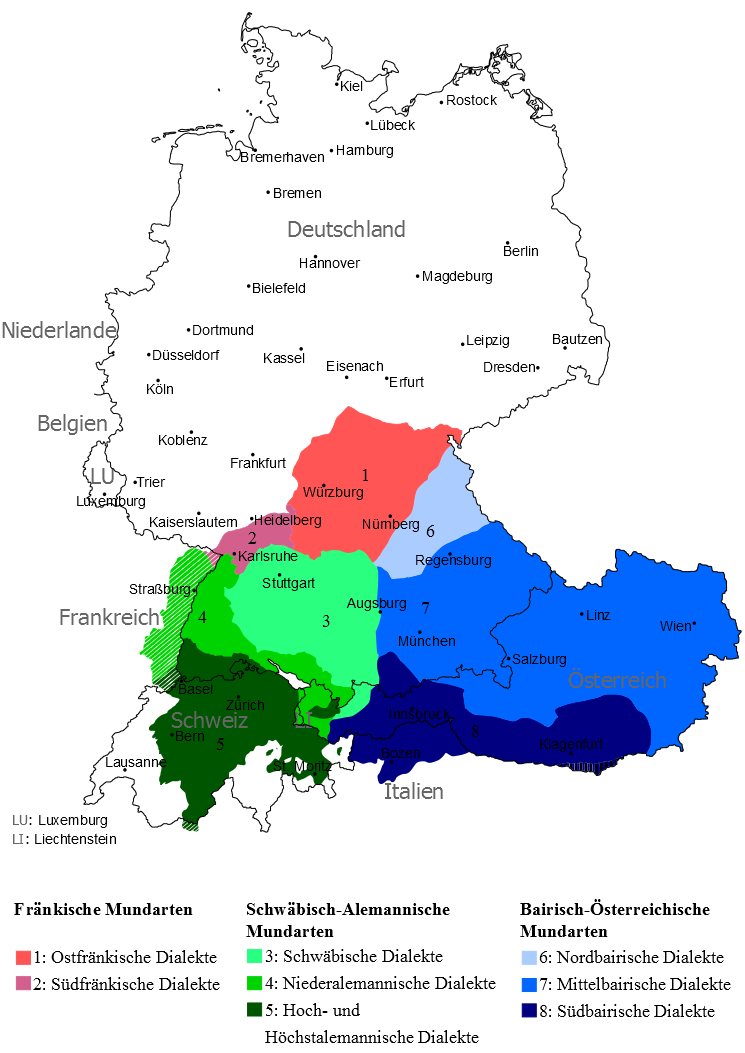
Unia językowa pomiędzy Austriakami i Bawarczykami (odcienie niebieskiego)

Na dzisiejszy naród austriacki składają się wyniki wielu nasunięć i przemieszczeń etnicznych od czasów przedhistorycznych. Cywilizacja na ziemiach wschodnio-alpejskich rozwijała się przeważnie pod wpływem kultury halsztackiej (nazwa od austriackiej miejscowości Hallstatt).
W pewnym momencie ziemie Austrii zostały najpierw zdominowane, potem opanowane i zasymilowane przez Celtów, przesuwających się na wschód ze swojej Prakolebki. Nauka uznaje, że Celtowie „austriaccy” stworzyli rozwiniętą kulturę i założyli pierwszą osadę (być może oppidum) w miejscu dzisiejszego Wiednia.
Wpływ na austriacki etnos wywarł także wielopokoleniowy pobyt ludności scytyjskiej.
Wschodnie rubieże kraju były przez wieki w orbicie wpływów Panonii. Ilirowie, tu wspomniani Panonowie, byli istotnym komponentem etnicznym na wschód od Alp, co logiczne, też częściowo w Austrii. Tak Ilirowie jak i wschodni Celtowie kształtowali wspólnie kulturę halsztacką; trudno zatem ustalić granicę etniczną pomiędzy tymi ludami na ziemiach alpejskich.
Tereny między Alpami Salzburskimi a przełomem Dunaju zostały zmienione etnicznie w wyniku podboju przez Rzym, który pociągnął za sobą migracje italickich przeważnie kolonistów i romanizację na terenach nowo założonych prowincji Noricum i Panonii. Czasy zamętu po upadku Imperium rzymskiego przyniosły ze sobą możliwość kolejnej migracji etnicznej na te ziemie. Około roku 487, w wyniku lokalnego konfliktu nad środkowym Dunajem, z północy na ziemie dzisiejszej Austrii przybyła kolejna grupa osiedleńców – byli to Longobardowie, pierwsza grupa Germanów mająca zamiar osiedlić się tam na stałe.
Longobardowie zamieszkiwali te ziemie około 70 lat. W roku 568, z powodu wyniszczenia bratobójczą wojną z Gepidami i niemożnością obrony zajmowanego terytorium, odeszli do Italii, wyludniając te ziemie. Umożliwiło to przejęcia dużej części Austrii przez ludy słowiańskie, od V wieku wkraczające zza Karpat na terytorium dzisiejszej Słowacji.
Część wschodnia Styrii, a także Karyntia, Dolna Austria i Burgenland po odejściu Longobardów na południe zaludniły się Słowianami, tworząc tzw. Karantanię. Mieszkańcy tej części dzisiejszej Austrii dopiero za czasów panowania dynastii Habsburgów ulegli germanizacji i zaczęli używać języka innego niż dialekty słowiańskie.
Przed II wojną światową większość niemieckojęzycznych mieszkańców Austrii uznawała się za Niemców, czego dowodem były usilne próby przyłączenia się Austrii do Niemiec po rozpadzie imperium Habsburgów i odłączeniu się od Austrii ziem węgierskich i słowiańskich. Połączenie zostało zablokowane przez Ententę. W 1938 nastąpił Anschluss Austrii ze strony III Rzeszy, który spotkał się z entuzjastycznym przyjęciem ludności tego kraju. Dopiero po II wojnie światowej i ponownym rozdzieleniu Niemiec i Austrii oraz usankcjonowaniu tego podziału przez decyzje wielkiej trójki Austria porzuciła próby integracji. Od tego momentu datuje się także rozwój odrębnej świadomości narodowej Austriaków. Obecnie ludność Austrii deklarująca się jako Niemcy stanowi kilka procent populacji tego kraju.